# Хвойні ліси Ціляньшаню
Хвойні ліси Ціляньшаню (ідентифікатор WWF: PA0517) — палеарктичний екорегіон хвойних лісів помірної зони, розташований на північному сході Тибетського нагір'я в Китаї. 

## Географія
Екорегіон хвойних лісів Ціляньшаню охоплює кілька гірських анклавів, розташованих в гірському масиві Наньшань, що є північно-східним відгалуженням Куньлуня, зокрема на північних та східних схилах гір Ціляньшаню, а також в горах Дабаншань, Аньє-Мачен та Дєшань, на території китайських провінцій Цинхай та Ганьсу. Гори Наньшань є геологічно молодшими, порівняно з рештою Тибетського нагір'я, і тектонічно активні. В цих горах поширені альпійські луки, які оточують анклави хвойних лісів екорегіону, а в передгір'ях поширені напівпустелі.

## Клімат
В межах екорегіону переважає субарктичний клімат (Dwc за класифікацією кліматів Кеппена). Середня температура січня коливається від -18 °C до -7 °C, а середня температура липня — від 7 °C до 21 °C. Середньорічна кількість опадів збільшується приблизно на 4 % на кожні 100 м збільшення висоти, так що у високогір'ях регіону опадів випадає достатньо, щоб підтримувати ліси. На висоті понад 4200 м над рівнем моря в горах регіону поширені льодовики.

## Флора і фауна
Основними рослинними угрупованнями екорегіону є хвойні ліси, які подекуди перемежовуються чагарниковими заростями та луками. У лісах регіону переважають два види хвойних дерев: цинхайські ялини (Picea crassifolia), які найбільш поширені на висоті від 2450 до 3200 м над рівнем моря, та яловці Пржевальського (Juniperus przewalskii), які утворюють густі зарості на висоті від 2700 до 3300 м над рівнем моря. Подекуди також трапляються насадження ялиці (Abies), а в підліску хвойних лісів регіону зустрічаються бамбукові зарості. Найбільше видове різноманіття в екорегіоні спостерігається на висоті 2700 м над рівнем моря, де протягом літа відзначається оптимальне поєднання тепла та вологи.
Серед поширених в екорегіоні ссавців слід відзначити біломордого оленя (Cervus albirostris), сичуанського оленя (Cervus canadensis macneilli), архара (Ovis ammon), тибетського дзерена (Procapra picticaudata), блакитного нахура або бхарала (Pseudois nayaur) та рудочереву кабаргу (Moschus chrysogaster). Серед хижих ссавців регіону слід відзначити тибетського бурого ведмедя (Ursus arctos pruinosus), тибетського вовка (Canis lupus chanco), звичайну лисицю (Vulpes vulpes), тибетську лисицю (Vulpes ferrilata), манула (Otocolobus manul), китайського кота (Felis bieti), тибетську рись (Lynx lynx isabellinus) та снігового барса (Panthera uncia). Серед поширених в регіоні птахів слід відзначити майже ендемічних ганьсуйських вівчариків (Phylloscopus kansuensis) та чорноголових повзиків (Sitta przewalskii).

## Збереження
Оцінка 2017 року показала, що 3585 км², або 22 % екорегіону, є заповідними територіями. Основною природоохоронною територією екорегіону є Ціляншанський національний природний заповідник.